# یوهوی
یوهوی (به استونیایی: Jõhvi) یکی از شهرک‌های کشور استونی است.
این شهرک در سال ۲۰۱۱ میلادی ۱۰٬۷۷۵ نفر جمعیت داشته است.

## نگارخانه

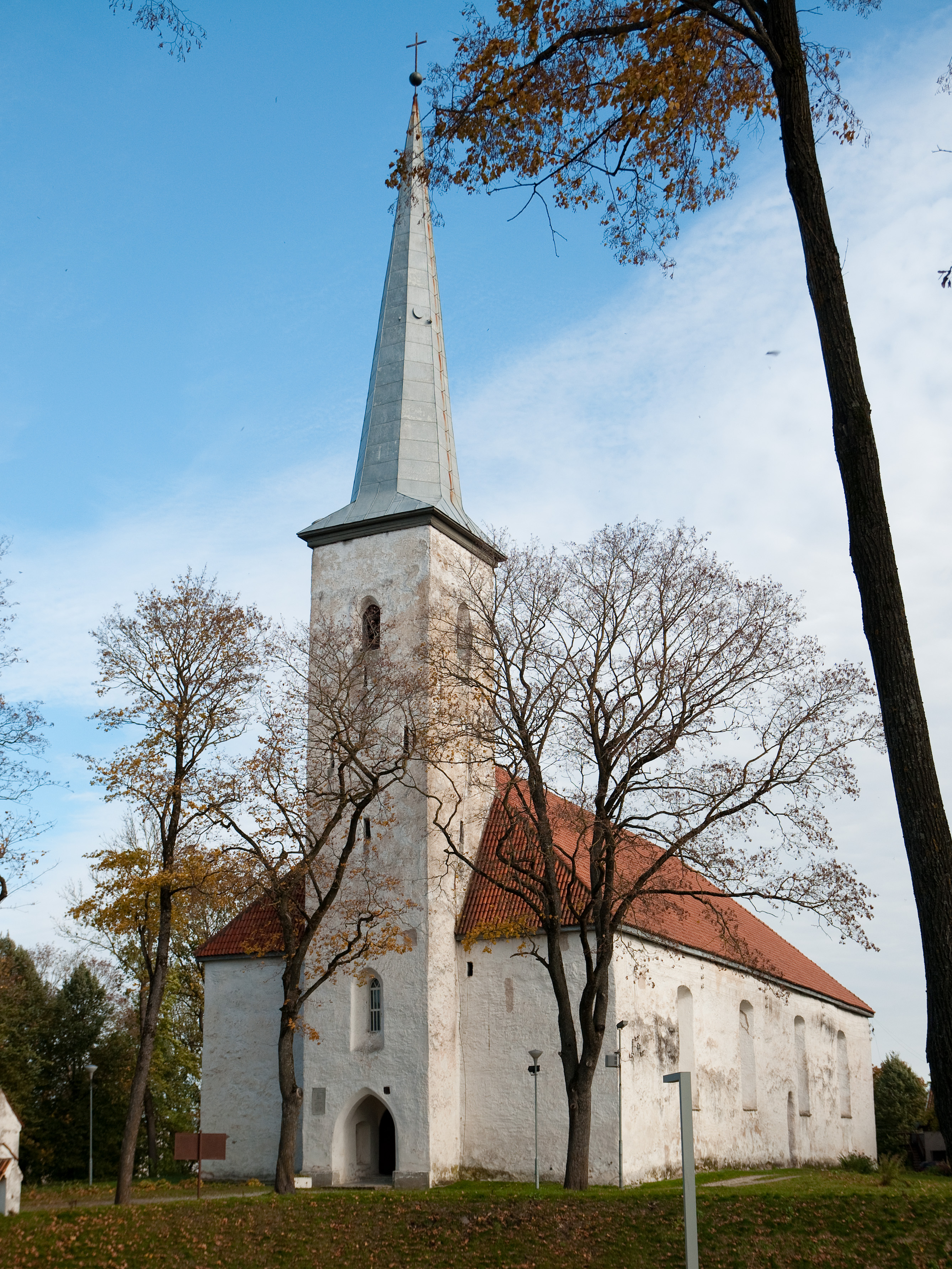
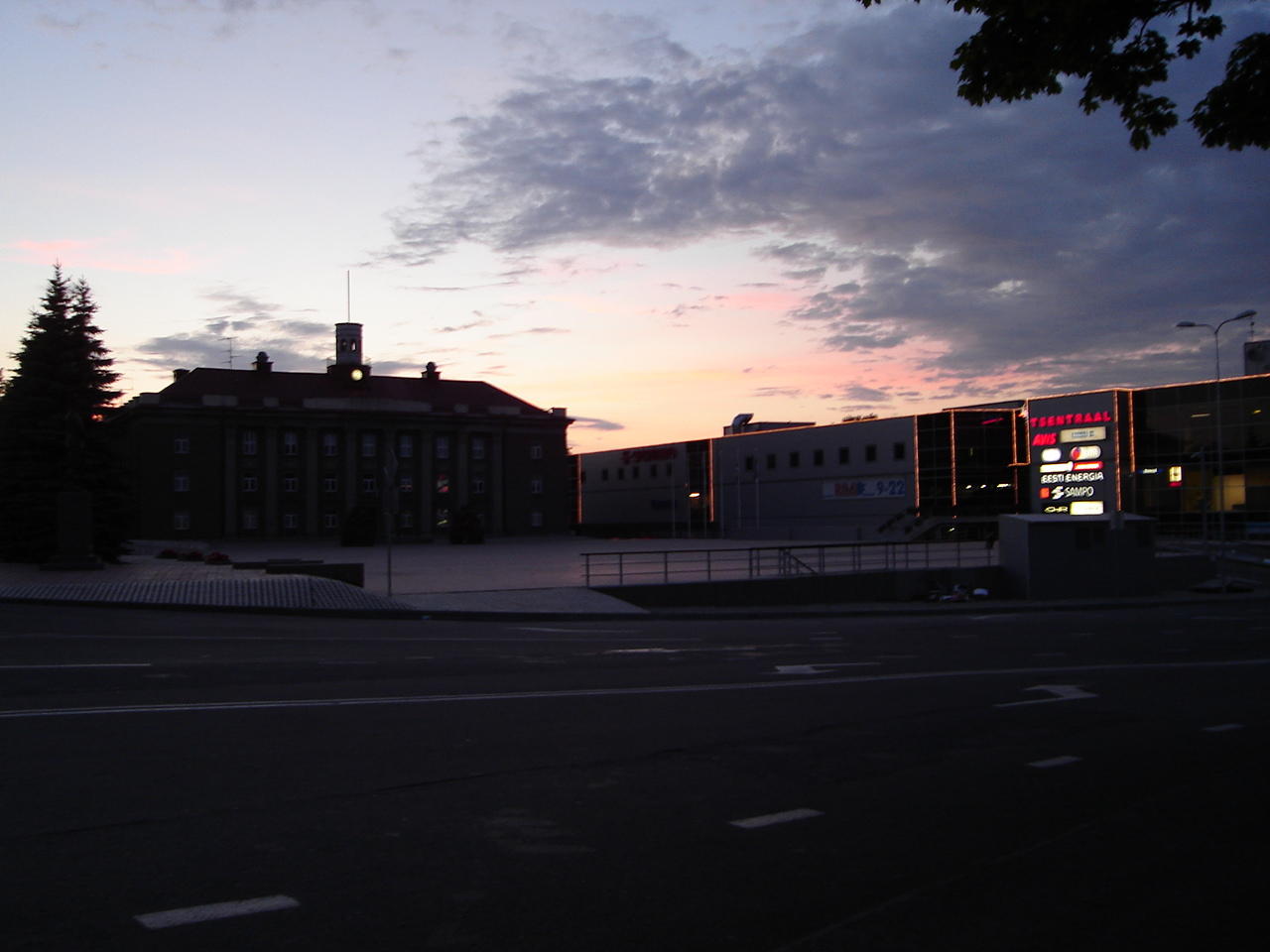
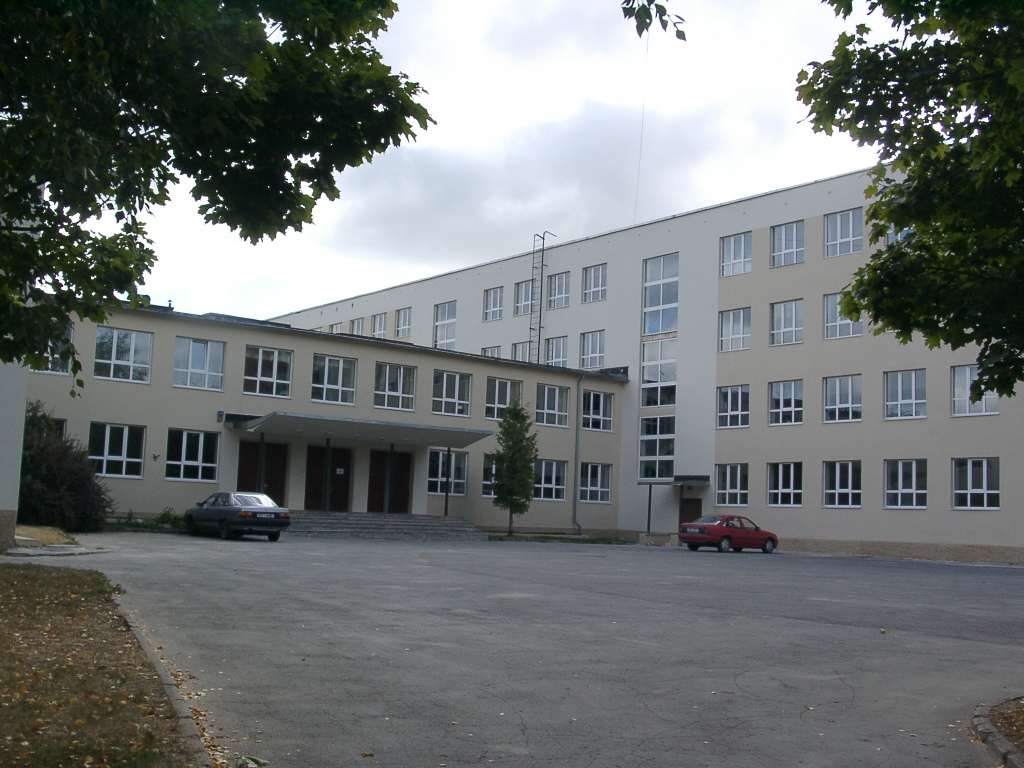